# Max Verstappen
Max Emilian Verstappen (Hasselt, 30 de setembro de 1997) é um automobilista neerlandês. Ele é piloto de Fórmula 1 desde 2015, tendo feito sua estreia pela equipe Toro Rosso. É quatro vezes campeão da Fórmula 1 em 2021, 2022, 2023 e 2024 e terminou em terceiro lugar em 2019 e 2020 com a Red Bull Racing, equipe pela qual corre desde 2016.
É o piloto mais jovem a vencer um Grande Prêmio (18 anos 7 meses e 15 dias no GP da Espanha de 2016), o mais jovem a alcançar o recorde de voltas em uma sessão, este foi o terceiro treino livre no Autódromo Hermanos Rodríguez (México) em 28 de outubro de 2017, e o piloto mais jovem a competir na história desta categoria, como ele fez sua estreia com 17 anos e 166 dias no GP da Austrália de 2015 para a equipe Scuderia Toro Rosso, assim como o primeiro piloto de nacionalidade neerlandesa a subir para o lugar mais alto do pódio da F1.
No GP da Áustria de 2021, após 128 grandes prêmios, 50 pódios e 15 vitórias, Max Verstappen alcançou seu primeiro Grand Chelem aos 23 anos, 9 meses e 4 dias, sendo assim o piloto mais jovem a conquistá-lo na história da categoria mais alta do automobilismo. Ele foi o primeiro vencedor na história da F1 de uma corrida de sprint, qualificando-se para o Grande Prêmio da Grã-Bretanha de 2021.
Naquele ano, ele foi proclamado campeão de Fórmula 1 após vencer no Grande Prêmio de Abu Dhabi, derrotando o atual campeão Lewis Hamilton na última volta, com quem havia alcançado a última corrida empatada em pontos. Desta forma, ele também se tornou o primeiro piloto neerlandês a obter o título. Nos anos seguintes, em 2022 2023 e 2024, Verstappen conquistou mais três títulos de forma dominante. Em 2024, conquistou o título com 2 corridas de antecedência após batalhar com Lando Norris durante a maior parte da temporada e enfrentar seu maior jejum de vitórias desde que se tornou campeão mundial (10 corridas sem vencer).

## Infância e família
Nascido na Bélgica, Max Verstappen vem de uma família de pilotos: seu pai, Jos Verstappen, disputou oito temporadas de Fórmula 1 pelas equipes Benetton, Simtek, Footwork, Tyrrell, Stewart, Arrows e Minardi; sua mãe, Sophie-Marie Kumpen, correu de kart e na Formido Swift Cup; Paul Kumpen, seu avô, competiu em provas de Endurance, e seu tio Anthony Kunpen participou de corridas do FIA GT e nas 24 Horas de Le Mans.
Verstappen tem uma irmã mais nova e dois meios-irmãos mais novos, filhos de seu pai.

## Carreira

### Início de carreira
Max iniciou sua carreira no automobilismo, disputando uma corrida de kart pela primeira vez aos 4 anos de idade. Começou a correr profissionalmente a partir de 2005, ano em que ganhou seu primeiro campeonato local. Durante sua carreira no kart, ele de disputou corridas contra pilotos como George Russell e Charles Leclerc, com quem tinha uma forte rivalidade.
Até 2013, tornou-se um dos principais competidores da modalidade, tendo acumulado triunfos em campeonatos neerlandeses, belgas, europeus e mundiais. Sua ascensão para os monopostos foi em outubro de 2013, pouco depois de Max completar 16 anos e de vencer seis dos oito campeonatos de kart que disputou. Pilotou um carro da Manor Motorsport no circuito de Pembrey, dando 160 voltas. Em seguida, fez mais um teste, agora com um Dallara F311 da Motopark Academy, no circuito de Jerez.

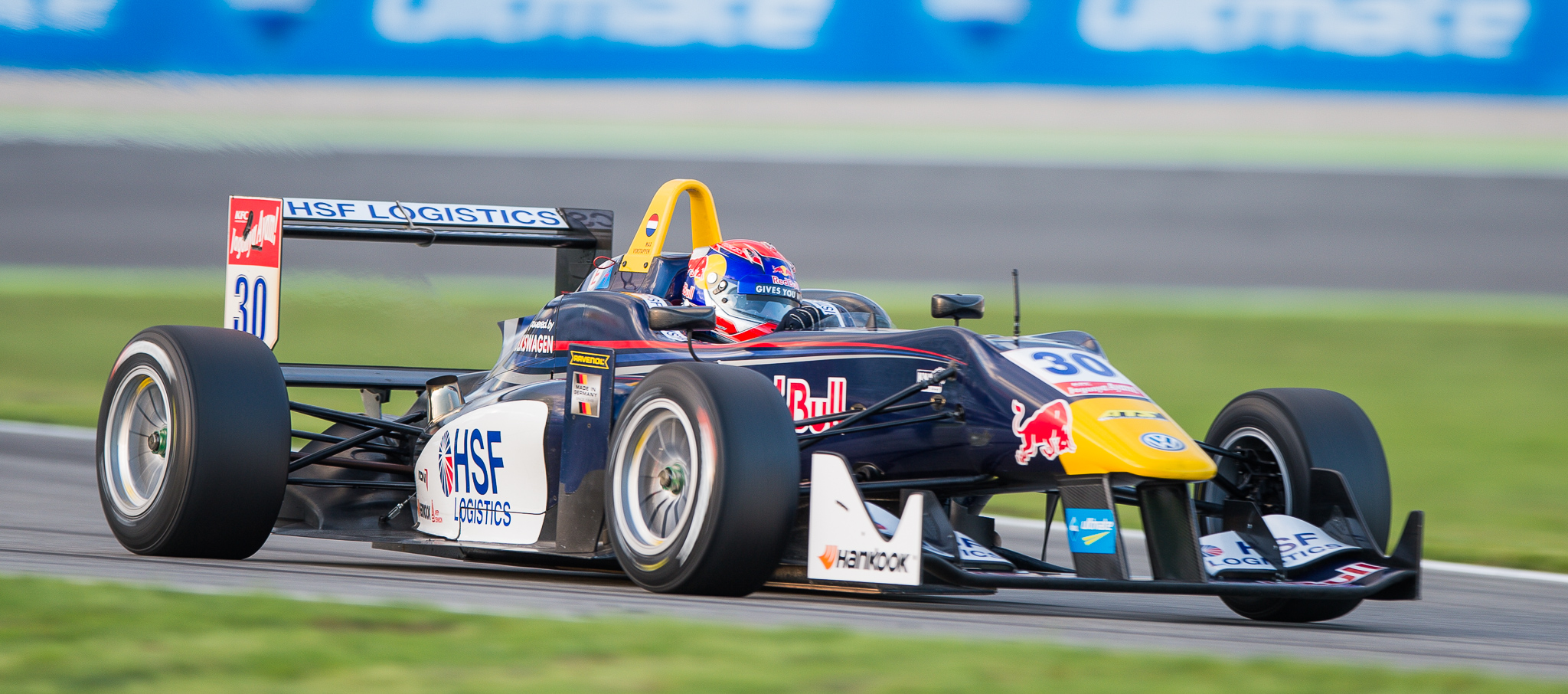
Verstappen em prova da Fórmula 3 Europeia em 2014

Em janeiro de 2014, foi confirmada sua participação na Florida Winter Series. Pouco depois, assinou com a Van Amersfoort Racing para disputar a Fórmula 3. Em julho, correu o Masters de Fórmula 3 pela Motopark. Na F3, o neerlandês conquistou dez vitórias, sendo o único a vencer seis de forma consecutiva, mas ficou com o terceiro lugar, abaixo de Tom Blomqvist e de seu futuro colega de Fórmula 1 Esteban Ocon, campeão da temporada. Ele também fez a sua única aparição no Grande Prêmio de Macau pela VAR. Ele ficou em terceiro na classificação, mas por conta de um acidente na corrida classificatória, acabou largando da 24ª posição. Mas na corrida, que foi dominada pelo experiente Felix Rosenqvist, o neerlandês impressionou ao chegar em sétimo e marcar a volta mais rápida.

## Fórmula 1

### Toro Rosso

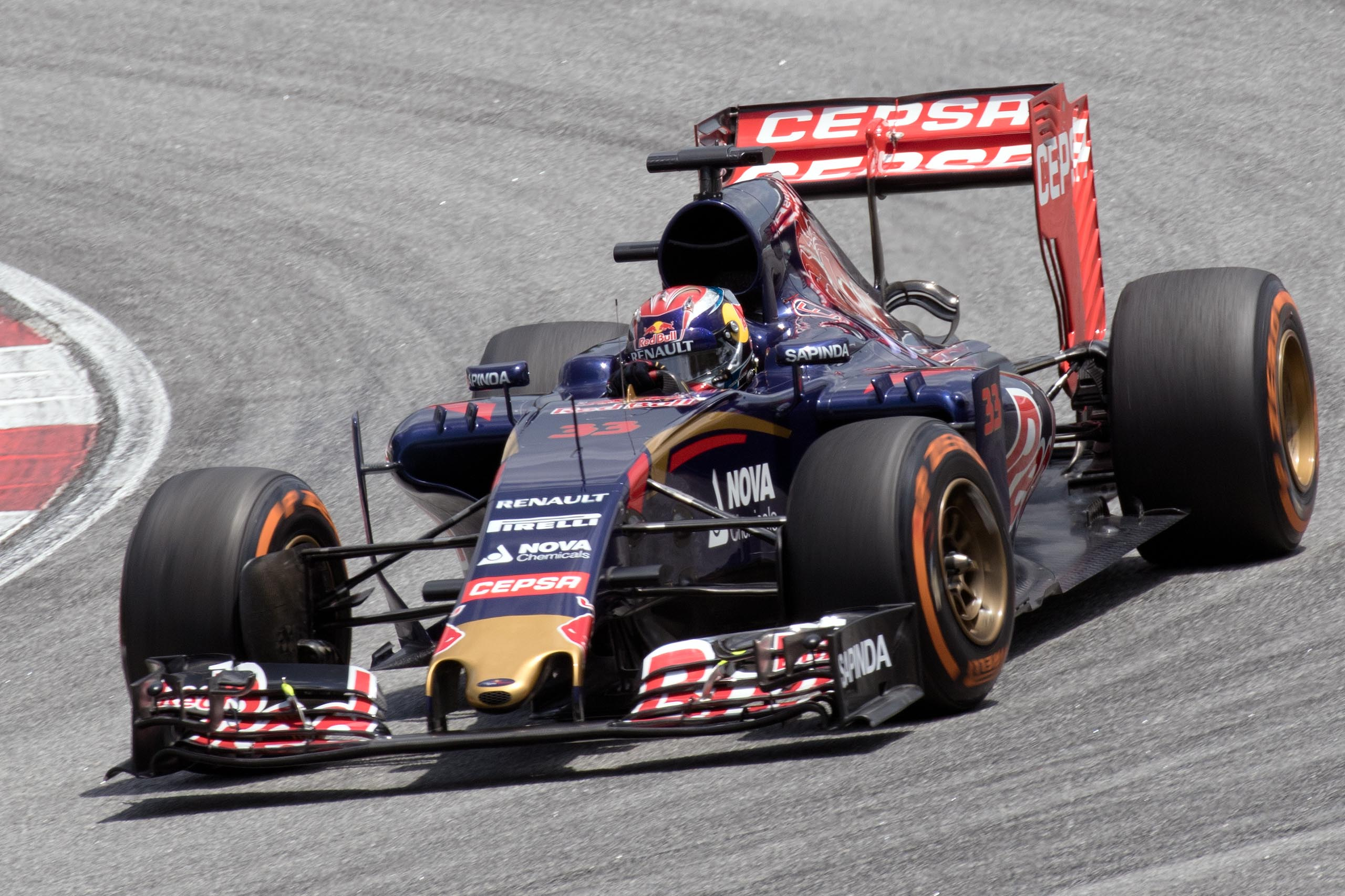
Max Verstappen durante o Grande Prêmio da Malásia de 2015.

Em 18 de agosto de 2014, a Scuderia Toro Rosso anunciou sua contratação em lugar de Jean-Éric Vergne para a temporada de 2015. A contratação do jovem gerou críticas do ex-campeão da categoria Jacques Villeneuve ao dizer que "era a pior coisa para a Fórmula 1". Em 31 de agosto, colidiu um modelo Red Bull RB8 durante uma exibição nos Países Baixos.
No entanto, logo na sua segunda corrida na categoria, Max alcançou o sétimo lugar no Grande Prêmio da Malásia de 2015, tornando-se o mais jovem piloto a pontuar na Fórmula 1, com dezessete anos e 180 dias de idade. Este recorde ainda não foi superado. Anteriormente, a FIA tinha estabelecido que a partir de 2016, os pilotos da Fórmula 1 deveriam ter a idade mínima de dezoito anos, mas em 2024, essa regra foi alterada, permitindo que pilotos de dezessete anos possam participar da categoria caso tenham cumprido outros requisitos, como ter a pontuação mínima.

### Red Bull

#### 2016-20: Estreia e primeiras vitórias

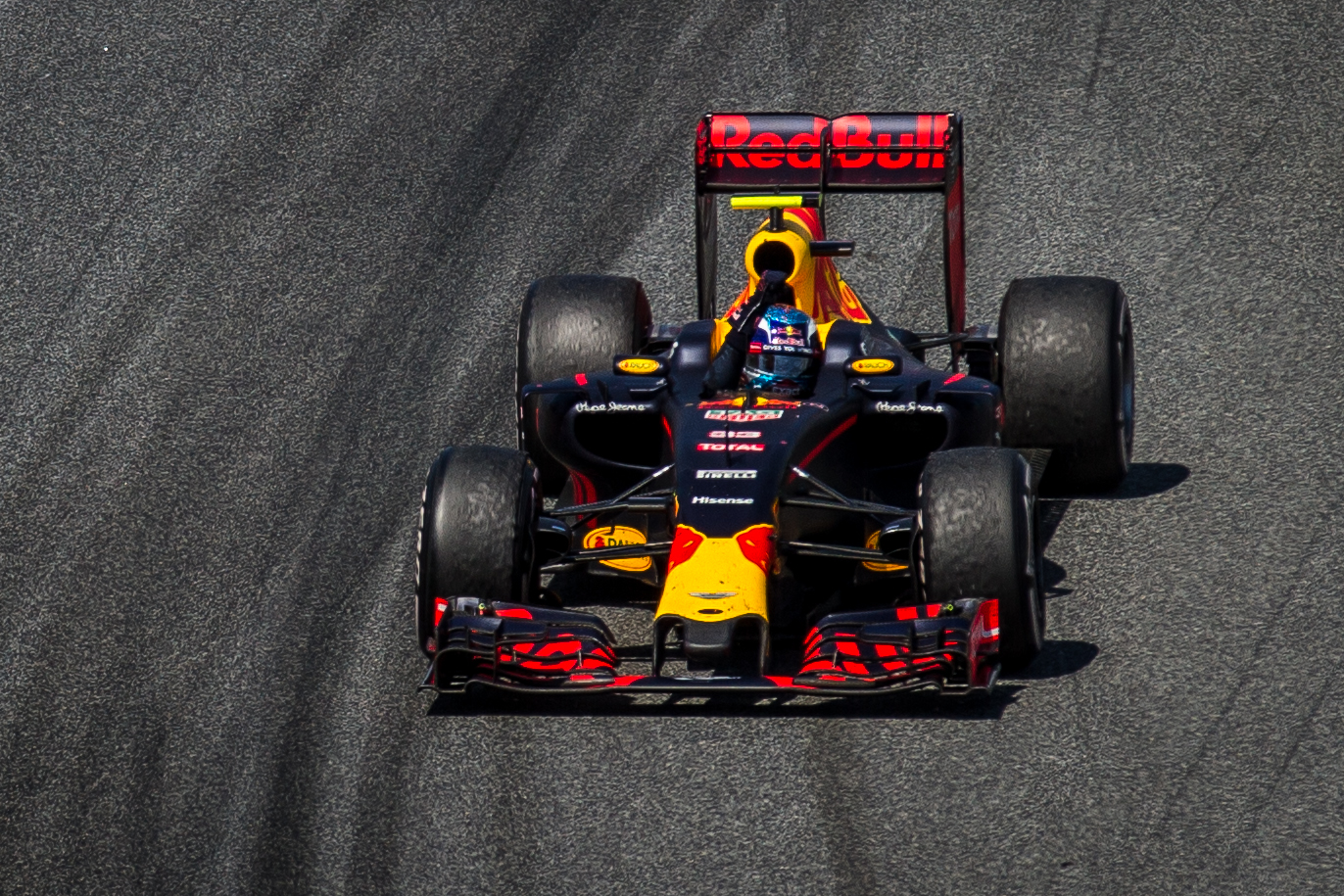
Max Verstappen comemorando sua primeira vitória na Fórmula 1 no

Em 5 de maio de 2016, dias após o Grande Prêmio da Rússia, a equipe Red Bull promoveu a troca do então titular Daniil Kvyat pelo jovem Max Verstappen. Após o anúncio, Max revelou que ficou muito ansioso ao estrear na RBR, a ponto de ficar três noites sem dormir. A mudança de equipe fez com que seu pai, Jos Verstappen, também anunciasse que se afastaria da gerência da carreira de Max por acreditar que este alcançou o lugar almejado.
Na sua primeira corrida na equipe, no GP da Espanha de 2016, obteve sua melhor posição de largada — quarto lugar. Na corrida assumiu o segundo posto após a colisão entre os líderes Lewis Hamilton e Nico Rosberg. Permaneceu mais tempo na pista antes de sua segunda troca de pneus e assumiu a liderança na volta 44 após a troca de pneus de Daniel Ricciardo. Manteve-se na liderança mesmo sob pressão de Kimi Räikkönen da Ferrari até a vitória. Com este resultado, alcançou quatro marcas históricas na Fórmula 1: o mais jovem piloto a liderar uma prova, subir ao pódio e vencer uma corrida; por extensão, tornou-se também o primeiro neerlandês (holandês) a vencer na Fórmula 1. Seu recorde de mais jovem a liderar uma volta foi mantido até 6 de abril de 2025, quando Andrea Kimi Antonelli, que tinha 18 anos, 7 meses e 12 dias (três dias a menos do que Verstappen), liderou voltas no GP do Japão de 2025.
No GP do Brasil de 2016, Verstappen largou em quarto, mas por conta de um erro na escolha de pneus, despencou para 14º. Porém, o neerlandês  apresentou um grande desempenho durante a chuva, promovendo várias ultrapassagens até alcançar o pódio, com seu desempenho levando Gerhard Berger a compará-lo com Ayrton Senna e Michael Schumacher. Nessa corrida, Verstappen também fez a volta mais rápida, e como na época, ele contava com 19 anos e 44 dias, ele se tornou o mais jovem a fazer a melhor volta numa corrida de F1, superando Nico Rosberg, que fez a volta mais rápida do GP do Barém de 2006 aos 20 anos, 8 meses e 13 dias. Esse recorde de Verstappen perdurou até 2025, quando Kimi Antonelli, que tinha 18 anos e 226 dias, anotou a melhor volta no GP do Japão daquele ano.

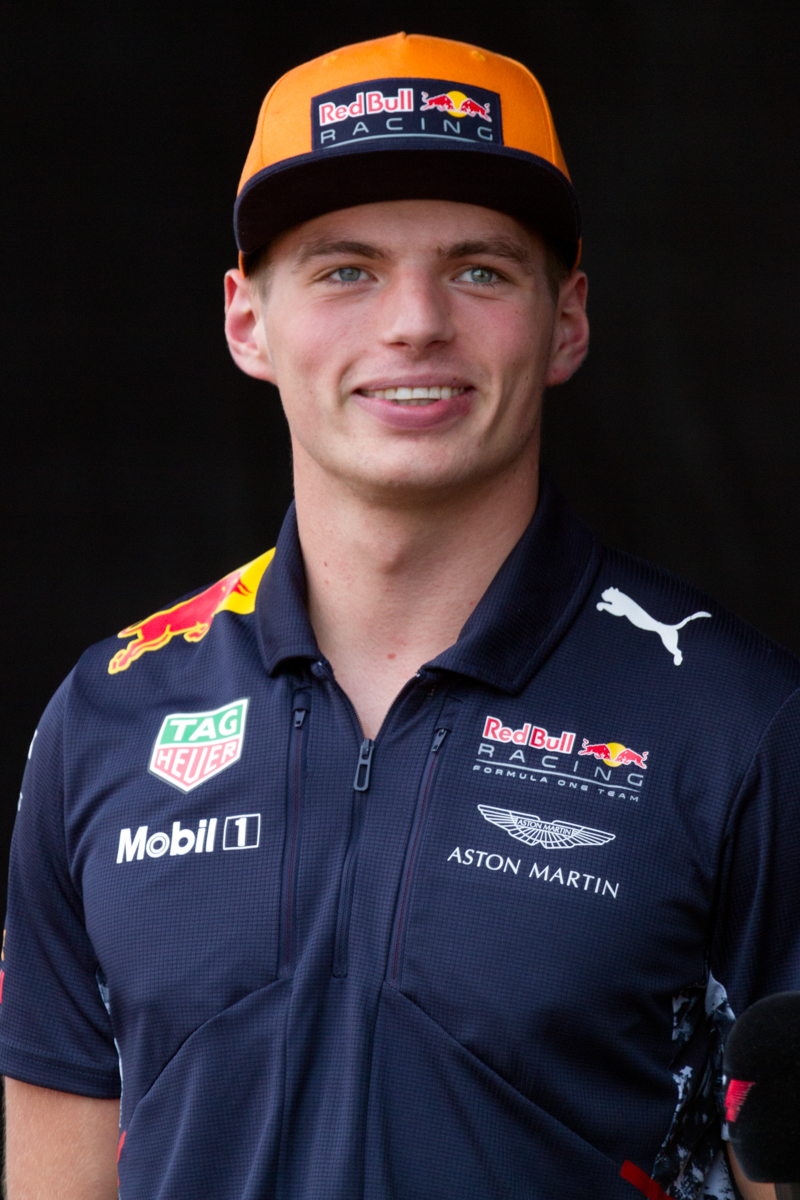
Max Verstappen em 2017

Verstappen seguiu evoluindo em 2017, ano em que venceu mais duas vezes: na Malásia e no México, onde também foi o mais jovem a liderar uma corrida inteira, e ainda fez um terceiro lugar na China e um segundo lugar no Japão. Ele teria feito mais um pódio nos EUA, mas acabou punido por corte de curvas e perdendo seu lugar no pódio, com o momento sendo exibido diante das câmeras, o que enfureceu Verstappen, que chegou a chamar o comissário que o puniu de "idiota" e a pedir que os fãs não fossem à corrida no ano seguinte. No geral, a temporada foi difícil para Max, pois a instabilidade de seu carro e seus acidentes o fizeram abandonar sete das vinte provas daquela temporada, e assim, Verstappen terminou atrás de seu companheiro de equipe, Daniel Ricciardo, que ficou uma posição acima dele no campeonato e fez 32 pontos a mais.
Seu início de temporada em 2018 foi ainda mais difícil, com o neerlandês se envolvendo em diversos acidentes, como o de Azerbaijão, no qual ele e seu companheiro Daniel Ricciardo colidiram e abandonaram a prova, e o da classificação em Mônaco, no qual ele foi bastante criticado por sua pilotagem. Ele também se envolveu em uma polêmica no GP do Brasil, onde ele agrediu seu velho rival da base, Esteban Ocon, por este ter feito uma manobra que atrapalhou o neerlandês e o impediu de vencer a corrida. Tal atitude lhe rendeu uma punição de prestação de serviços comunitários. Mesmo assim, Verstappen fez uma boa temporada de recuperação em 2018, acumulando onze pódios, vencendo pela primeira vez na Áustria e pela segunda vez no México, encerrando o ano em quarto no campeonato de pilotos e superando Ricciardo, que deixou a equipe no final da temporada, por 79 pontos.

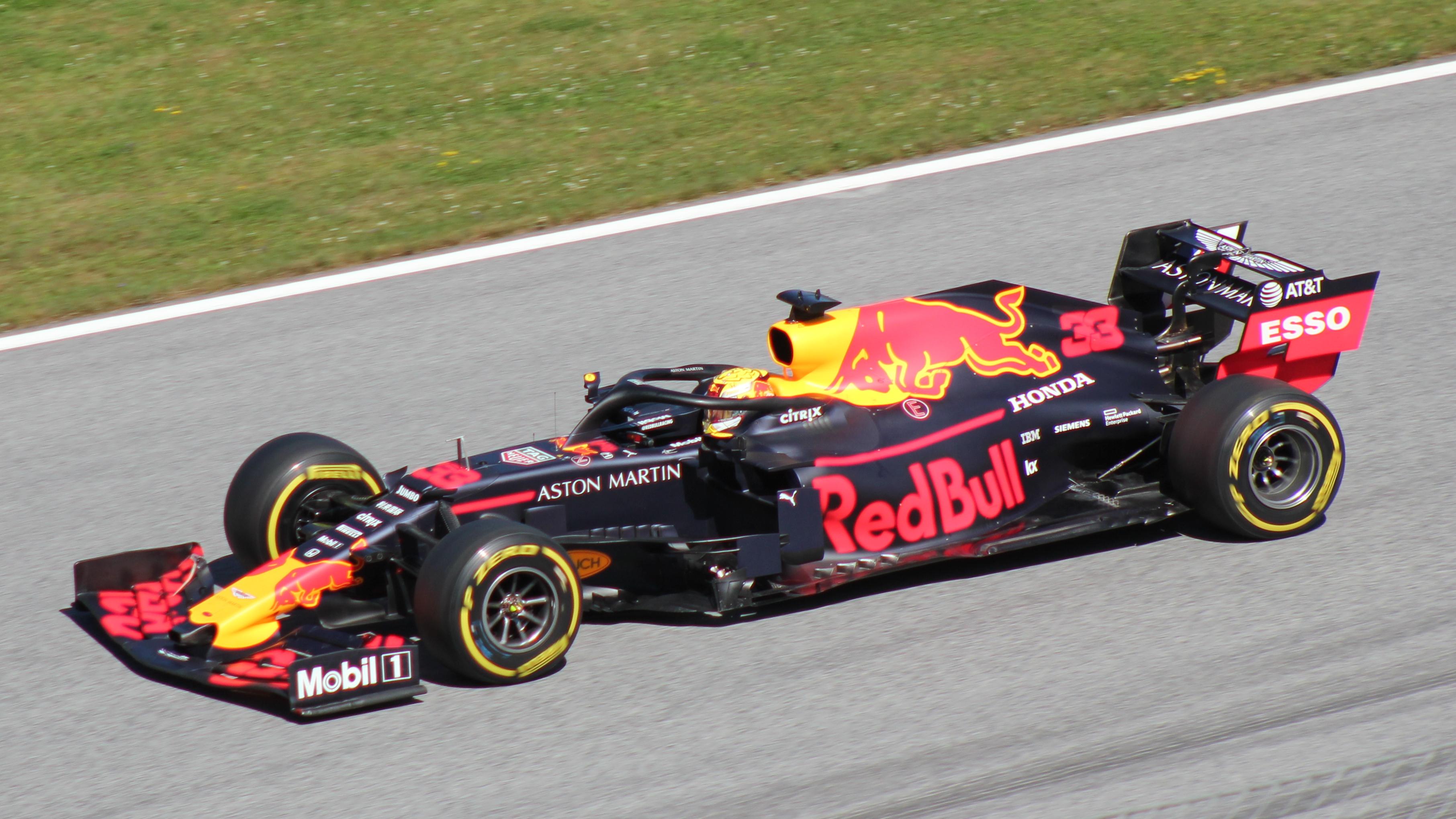
Verstappen pilotando o RB15 no Grande Prêmio da Áustria de 2019

2019 testemunhou um avanço ainda maior do neerlandês, que teve dois companheiros durante a temporada: Pierre Gasly e Alexander Albon, promovidos da Toro Rosso como ele. Foi uma temporada especial para Max, que no dia 3 de agosto, conquistou sua primeira pole position no GP da Hungria de 2019, se tornando o primeiro piloto da Holanda a cravar uma pole e o centésimo piloto a largar na posição de honra de um grid. Foi também a primeira pole da Honda como fornecedora de motores desde o GP da Austrália de 2006, com Jenson Button. Verstappen venceu três vezes em 2019: na Áustria, na Alemanha e no Brasil, onde anotou sua segunda pole, e fez mais seis pódios, ficando em terceiro no campeonato, sendo esta a sua melhor posição na carreira até aquele momento.
2020 viu um amadurecimento de Verstappen, que obteve 11 pódios nas 12 corridas que completou, porém, as quebras impediram que ele disputasse o título. Uma vitória muito comemorada foi a do GP do 70º aniversário em Silverstone, que o piloto da Red Bull conquistou após largar em quarto e escolher bem seus pneus. Na última etapa, em Abu Dhabi, o neerlandês faturou a sua única pole da temporada e encerrou o ano com vitória, mas não foi o suficiente para tirar o vice-campeonato das mãos do piloto Valtteri Bottas, da Mercedes.

#### 2021: Rivalidade com Hamilton e primeiro título

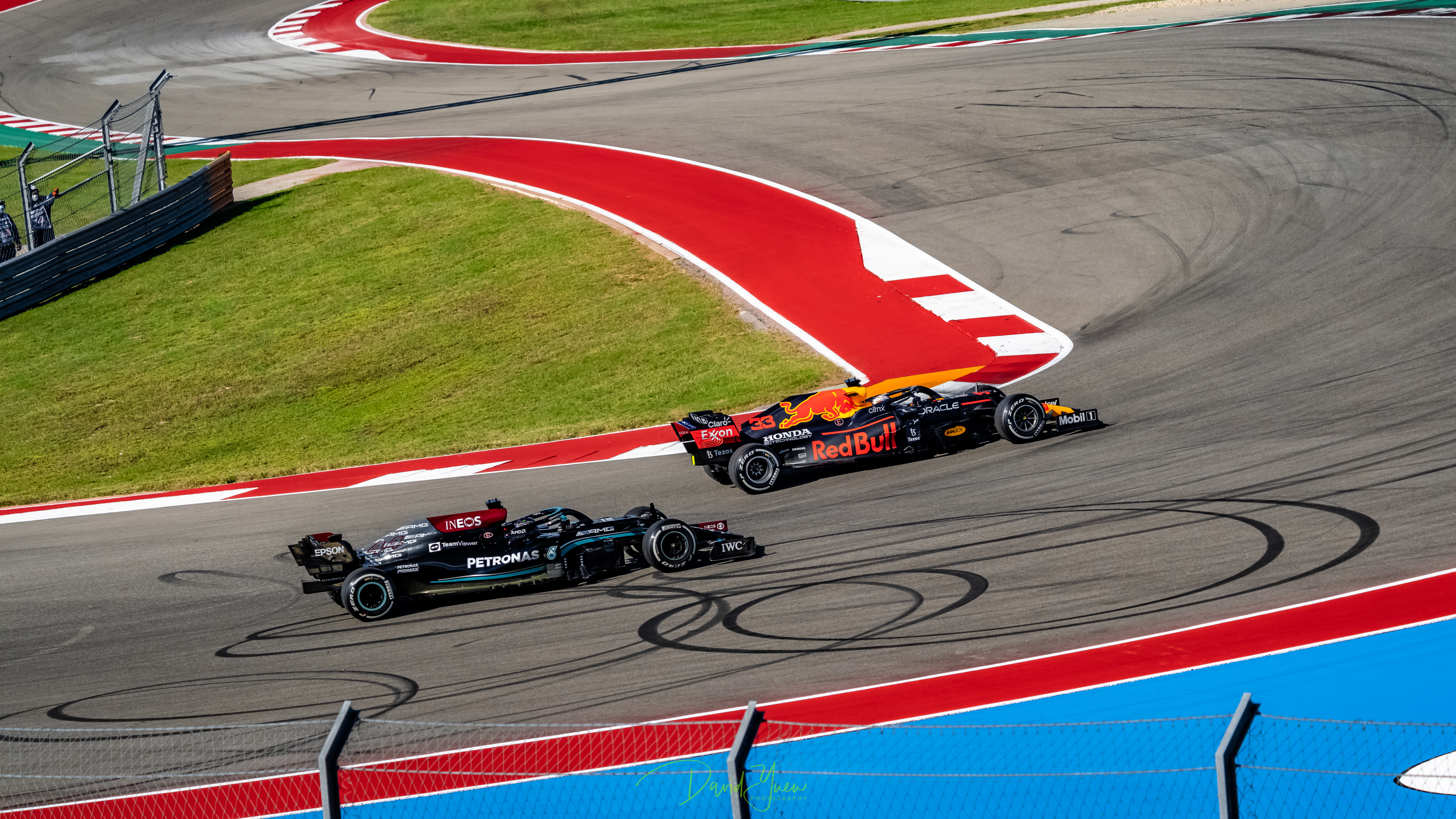
Hamilton e Verstappen no GP dos Estados Unidos de 2021

Na temporada de 2021, considerada a mais disputada dos últimos tempos, Verstappen e Hamilton lutaram pelo campeonato até a última rodada. o seu rival começou liderando, contudo, Verstappen seguiu em seu encalço e obteve uma valiosa sequência de vitórias: França, a rodada dupla da Áustria e a sprint race da Inglaterra. Todavia, a corrida principal se destacou por uma colisão entre os dois pilotos, que elevou o tom da rivalidade da dupla pelo restante do campeonato. Os dois se chocaram na curva 9, a Copse, o que obrigou Max a abandonar a corrida e a fazer exames médicos mais detalhados. Lewis foi punido, mas se recuperou, fazendo as ultrapassagens necessárias e vencendo em frente ao público local, causando revolta em Max e na Red Bull, que tentaram em vão recorrer do resultado. O neerlandês também teve algumas vitórias marcantes, como a do Grande Prêmio dos Países Baixos, que estreava na categoria, em que Verstappen venceu de ponta a ponta pela primeira vez em casa.
Max assumiu a liderança no GP da Turquia com um segundo lugar, enquanto o britânico conseguiu apenas a quinta posição, e segurou o posto durante a reta final, contudo, Hamilton reagiu, vencendo o GP de Interlagos de forma avassaladora, após cumprir duas punições e superar o próprio Verstappen, que era o pole position e havia vencido a corrida curta de sábado, e também foi vitorioso nos estreantes circuitos de Losail e Gidá. Na penúltima etapa, os dois pilotos ficaram empatados no número de pontos, com 369,5 para cada um, deixando a decisão para o Grande Prêmio de Abu Dhabi. Esta corrida, que era a última vez que o campeonato era decidido no GP final desde 2011, acabou ficando marcada pelas polêmicas decisões do diretor de provas Michael Masi, que interferiram no resultado.
Após a colisão do piloto canadense Nicholas Latifi com a barreira de proteção da curva 14 a cinco voltas do final, Masi ordenou que retardatários não poderiam ultrapassar. Pouco depois, o chefe da Red Bull, Christian Horner, enviou uma mensagem de rádio para o diretor de provas, pedindo-lhe para reorganizar o pelotão, o que era contrário às regras, já que na penúltima volta apenas alguns carros selecionados foram avisados para se desvencilharem. Então, a direção decidiu reiniciar a prova no final da mesma volta, e não no da seguinte, como ditam os regulamentos desportivos. Nesse ínterim, Verstappen fez a sua parada e colocou pneus macios novos, enquanto a Mercedes e Hamilton optaram por continuar na pista, com pneus duros bem usados. Assim, logo após a relargada, Verstappen ultrapassou Lewis Hamilton na última volta, sagrando-se campeão mundial de Fórmula 1.
Todavia, o incidente quase ofuscou a festa do piloto da RBR, já que Toto Wolff, chefe da equipe Mercedes, e Lewis Hamilton seguiam contestando o resultado e fazendo acusações ao diretor de provas da Fórmula 1. A Mercedes entrou com protestos junto à FIA, que foram rejeitados, e chegou a afirmar que iria recorrer da decisão, contudo, desistiu e Verstappen teve seu título confirmado. Logo após o GP, o neerlandês afirmou que trocaria seu tradicional número 33 pelo número 1, destinado exclusivamente aos campeões.

#### 2022: O bicampeonato

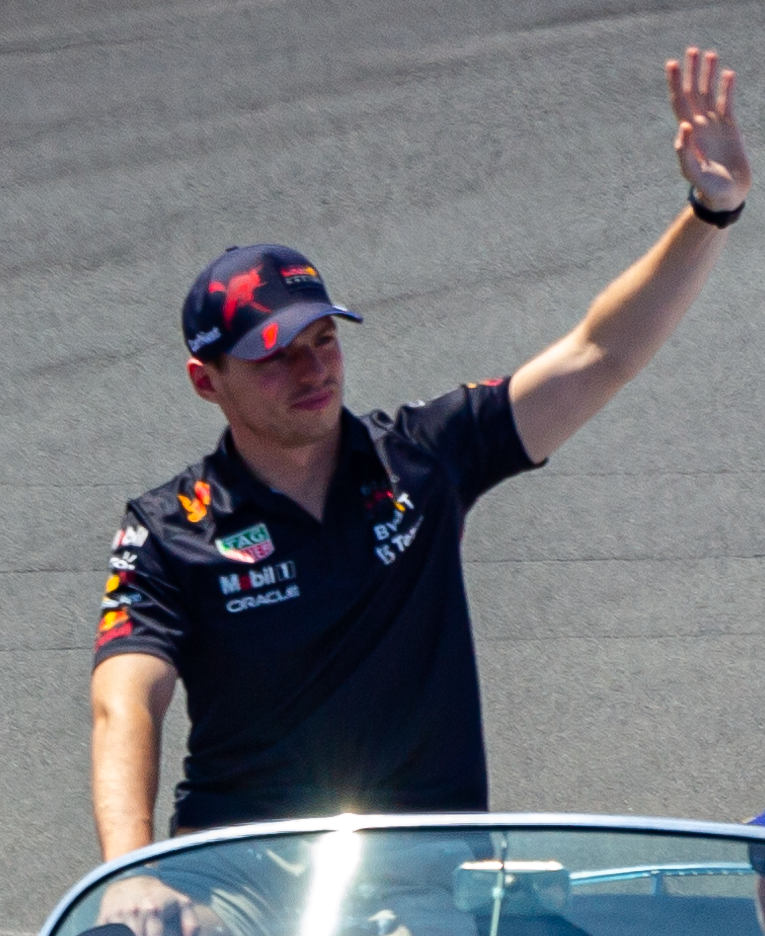
Verstappen em 2022, durante o GP da França

A temporada de 2022 parecia ser mais difícil para Max, que teve que lidar com abandonos nas primeiras etapas do campeonato. Contudo, a equipe se recuperou de seus problemas de confiabilidade, dando a Verstappen a oportunidade de vencer GPs. Depois de faturar a pole, a Sprint Race e a corrida principal em Ímola e de superar as Ferraris na estreia do GP de Miami, ele tomou a liderança do monegasco Charles Leclerc a partir do GP da Espanha. A partir daí, ele não saiu mais da primeira posição do campeonato, conseguindo pódios e com direito a cinco vitórias consecutivas, nos GPs da França, Hungria, Bélgica, Países Baixos e Itália. E no chuvoso e confuso Grande Prêmio do Japão em Suzuka, ele se sagrou bicampeão mundial de Fórmula 1. Duas semanas depois, mais precisamente em 23 de outubro de 2022, Max Verstappen venceu o Grande Prêmio dos Estados Unidos, igualando o recorde de Michael Schumacher (2004) e Sebastian Vettel (2013) de treze vitórias num ano. Este recorde foi superado no Grande Prêmio do México de 2022 e ampliado na última corrida do calendário da temporada de 2022, o Grande Prêmio de Abu Dhabi, com Verstappen conquistando o recorde de ser o único a vencer quinze corridas em uma temporada.
"Quero ganhar o máximo de corridas possível. Essa ainda é minha prioridade..."Original (em neerlandês): "Ik wil zo veel mogelijk races winnen. Dat is nog steeds mijn prioriteit..."— Max Verstappen  (em neerlandês)
Em março de 2022, Verstappen e a equipe Red Bull anunciaram a renovação do contrato, que irá até o final de 2028, e também um enorme aumento salarial. Nesse ano, Max Verstappen se tornou o piloto mais bem pago da Fórmula 1. Segundo estimativas da Forbes, o piloto recebeu da equipe austríaca o valor de US$ 60 milhões (R$ 319 milhões) em salário e bônus no ano de 2022.
Em 9 de dezembro de 2022, durante a Cerimônia de Gala da FIA em Bolonha, Max Verstappen foi proclamado bicampeão de F1 e foi premiado com uma taça pelo seu segundo título mundial.

#### 2023: 40ª vitória e tricampeonato

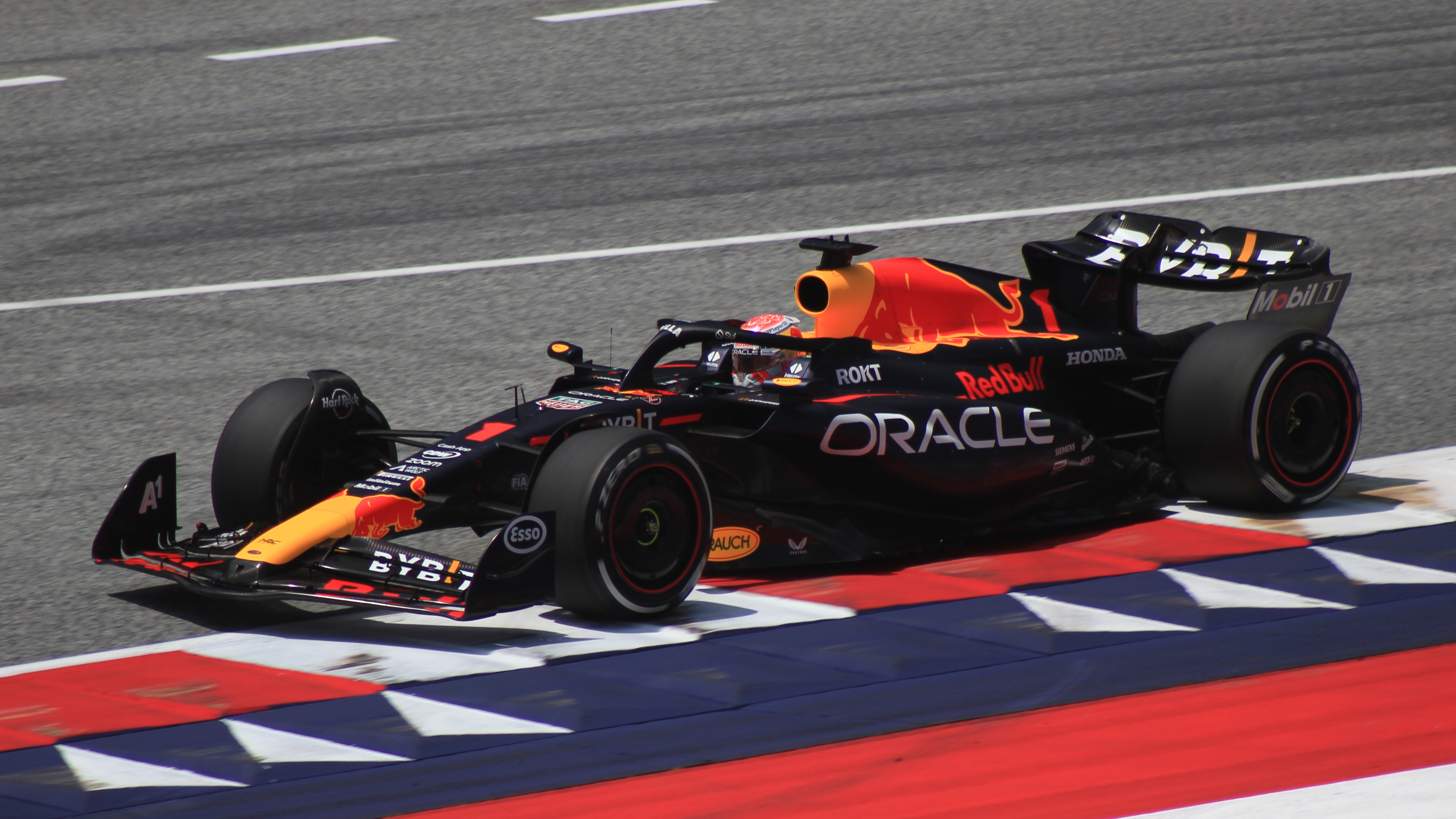
Verstappen guiando o RB19 no Red Bull Ring em 2023

Após ter vencido os Grandes Prêmios da Espanha e do Canadá Max Verstappen conquistou respectivamente sua 40ª e 41ª vitória de sua carreira na F1. Com a última vitória, ele igualou o número de vitórias do legendário piloto de F1 Ayrton Senna.
Em 27 de agosto de 2023, Verstappen venceu pela terceira vez consecutiva o Grande Prêmio dos Países Baixos, desta vez com chuva intensa, e igualou o recorde de Sebastian Vettel de nove vitórias consecutivas na F1 que datava de 2013. Uma semana depois, ele venceu também o GP da Itália e conquistou sua décima vitória consecutiva em uma temporada, estabelecendo assim um novo recorde.
Depois de ter tido problemas com seu carro no GP de Singapura, Max Verstappen venceu o GP do Japão e conquistou sua décima terceira vitória em uma temporada, quebrando assim o recorde de Michael Schumacher de 12 vitórias. Seu resultado garantiu o sexto título de Construtores da F1 para sua equipe Red Bull Racing.
Na corrida sprint do GP do Catar, Max Verstappen terminou em segundo lugar atrás de Oscar Piastri, enquanto Sergio Pérez não pôde continuar após uma batida envolvendo outros dois carros, resultando assim no tricampeonato para Verstappen.
Em 5 de novembro de 2023, Verstappen venceu o Grande Prêmio de São Paulo e conquistou sua décima sétima vitória na temporada de 2023, quebrando assim o recorde de Alberto Ascari de seis das oito corridas vencidas, que datava de 1952. Quatro dias depois, Max Verstappen estampou a capa da revista Time, sendo o primeiro neerlandês a aparecer na capa da revista estadunidense desde 1966.
No fim da temporada de 2023, Max Verstappen se tornou o terceiro maior piloto a vencer Grandes Prêmios de Formula 1, com 54 vitórias, ficando atrás de dois pilotos apenas: Michael Schumacher (91 vitórias) e Lewis Hamilton (103 vitórias).

#### 2024: Jejum de vitórias e tetracampeonato
Antes mesmo da temporada 2024 da Fórmula 1 se iniciar, muitos rumores foram levantados a respeito do futuro de Max Verstappen, por conta das acusações de assédio envolvendo Christian Horner, o chefe da equipe Red Bull. As especulações foram aumentadas por causa da conduta do pai do tricampeão, o ex-piloto de F1 Jos Verstappen, que fez críticas abertas ao chefe e ao resultado da investigação interna da Red Bull, que inocentou o chefe de equipe e o manteve no cargo. Apesar de ter defendido o posicionamento de seu pai, Max se manteve na equipe, trabalhando ao lado de Horner na temporada 2024.

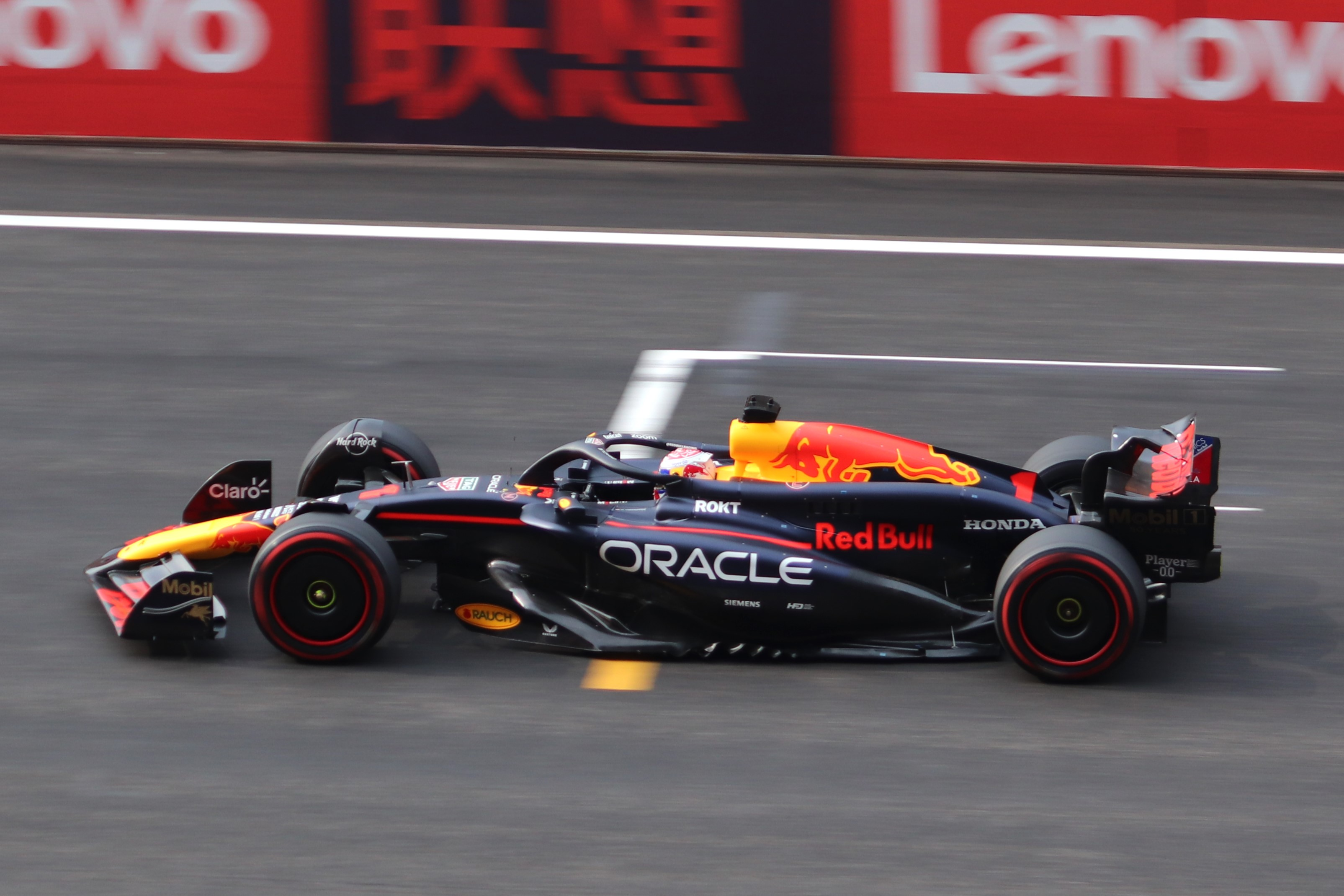
Verstappen pilotando o RB20 durante o GP da China

Na pista, Verstappen foi dominante nas duas primeiras etapas do ano, com direito a mais um Grand Chelem no Barém, o quinto de sua carreira, mas na Austrália, uma rara quebra de seu bólido da Red Bull provocou seu primeiro abandono em dois anos. Coincidentemente, o último abandono dele tinha sido na mesma pista, só que em 2022, e mais uma vez um piloto Ferrari foi o vencedor da corrida (2022 com Charles Leclerc e 2024 com Carlos Sainz). Nas corridas seguintes, Verstappen voltou a ser superior, com direito a mais duas vitórias nas sprints da China e de Miami, até que na corrida principal do circuito do estado da Flórida, uma conjunção de fatores, incluindo um erro do próprio Verstappen ao derrubar um cone de sinalizador da pista, fizeram com que seu carro perdesse rendimento e Lando Norris, o piloto da McLaren, o superasse e vencesse pela primeira vez na carreira.
No GP de Emília-Romanha, Verstappen igualou um recorde que durava mais de 30 anos: o de piloto que mais fez poles consecutivas. Max fez todas as poles das sete primeiras corridas de 2024, e com a pole que ele fez no GP de Abu Dhabi de 2023, ele chegou a oito poles seguidas. Tal recorde pertencia a Ayrton Senna, que acumulou 8 poles entre os GPs da Espanha de 1988 e o dos Estados Unidos de 1989. Senna também vinha sendo homenageado nesse final de semana por conta dos 30 anos de seu falecimento. Sobre esse feito, Verstappen se disse "feliz", "honrado" e que a sua pole era "um jeito legal de homenageá-lo".
O neerlandês também se sagrou vencedor na corrida, segurando Lando Norris nas voltas finais, e ainda protagonizou outro feito, que foi o de também ter sido vencedor na corrida virtual das 24 Horas de Nürburgring. Verstappen conciliou as duas corridas, e na competição de e-sports, ele se uniu ao Team Redline, que também conta com os pilotos Chris Lulham, Florian Lebigre e Diogo Pinto. No simulador, ele guiou o carro durante a noite, logo após ele ter feito a pole pro GP de Emília-Romanha, e pela manhã, horas antes da corrida começar. A vitória na iRacing foi confirmada enquanto ele ainda estava na pista de Ímola.
No GP de Mônaco, Verstappen sofreu por conta das limitações de seu carro e as peculiaridades da pista, o que o deixou incapaz de disputar a pole position e a vitória. O neerlandês encerrou a corrida no 6º lugar, mesma posição em que largou, e essa etapa de Monte Carlo se destacou por não ter trocas de posições entre os 10 primeiros colocados, o que levou Verstappen a afirmar que esse grand prix "não foi realmente uma corrida".
No Canadá, Verstappen protagonizou um raro empate na disputa pela pole position. Ele e George Russell, da Mercedes, fizeram o mesmo tempo: 1:12.000, mas como o britânico tinha marcado essa volta primeiro, ele garantiu a pole. Na corrida, que se iniciou com pista molhada e teve chuva em alguns momentos, Verstappen enfrentou dificuldades para conquistar a liderança, se alternando com Russell e Norris, contudo, após o safety car provocado pelo piloto da Williams Logan Sargeant, o neerlandês conseguiu se manter na ponta e obter sua sexagésima vitória na Fórmula 1.
Na corrida seguinte, o GP da Espanha, Verstappen teve mais dificuldades para vencer. Ele largou em segundo e já de cara, se envolveu em uma batalha com o pole Lando Norris. O neerlandês chegou a sair da pista, e com a batalha entre os pilotos da Red Bull e da McLaren, George Russell ganhou espaço e tomou a primeira posição. Mas Verstappen se recuperou, ultrapassou Norris e Russell e se apossou do primeiro lugar. Ele conseguiu controlar a vantagem e impedir que Norris se aproximasse o suficiente para lhe tomar sua 61ª vitória na carreira.
Na Áustria, Verstappen venceu mais uma sprint e fez a pole para a corrida principal, que também marcou a quadragésima da sua carreira. A corrida parecia tranquila para o piloto da Red Bull, mas um erro nos pit stops o fez perder muito tempo, e isso, mais o erro que o próprio piloto cometeu ao travar os pneus na saída dos boxes, ajudaram Norris a se aproximar. Após uma intensa batalha, os dois colidiram na volta 52, com o britânico abandonando a prova e o neerlandês sendo punido com 10 segundos, terminando na quinta posição.

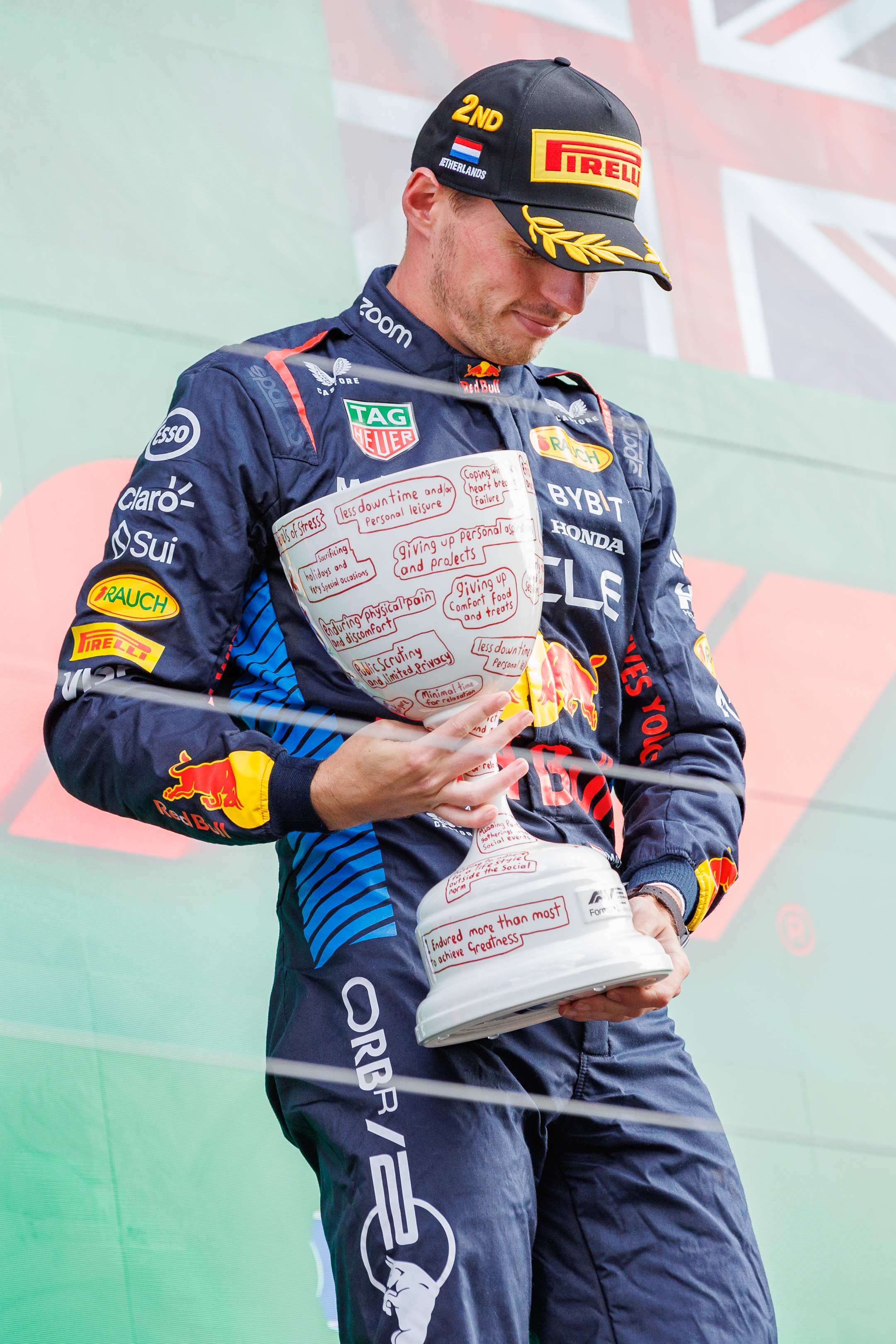
Verstappen segurando o troféu de segundo lugar no GP dos Países Baixos de 2024

Verstappen também não conseguiu triunfar nas etapas seguintes, acumulando um jejum que ele não tinha desde a temporada de 2020, quando ele ficou onze provas sem vencer. Mas ele conseguiu se manter à frente de Norris no campeonato de pilotos por ter pontuado em todas essas etapas, com direito aos três segundos lugares que obteve na Grã-Bretanha, nos Países Baixos e em Singapura, e impedindo o piloto britânico da McLaren de se aproveitar da superioridade de seu carro para reduzir a vantagem de Verstappen no campeonato.
Antes do Grande Prêmio de Singapura, o presidente da FIA Mohammed Ben Sulayem deu uma entrevista ao site Motorsport criticando as atitudes dos pilotos, em especial, o intenso uso de palavrões nos rádios, e afirmou que tomaria medidas para coibir isso. Na sexta-feira, durante uma coletiva, Verstappen fez pesadas críticas ao seu carro, afirmando que seu desempenho estava "fodido". Essa fala fez com que a FIA decidisse punir o neerlandês, o condenando a prestar serviços comunitários. A atitude da FIA irritou os pilotos, com todos, inclusive seu velho rival Lewis Hamilton, criticando a punição. Verstappen respondeu organizando um protesto, no qual ele daria respostas curtas nas coletivas oficiais da F1, e fora dali, ele reuniria os jornalistas para fazer uma coletiva improvisada. Ali, ele afirmou que não estava indo contra o trabalho dos jornalistas, apenas contra as medidas da FIA, e chegou a afirmar que deixaria a Fórmula 1 se isso continuasse.
No GP dos Estados Unidos, Max Verstappen repetiu sua sequência de poles e vitórias em corridas sprints. Apesar desse triunfo na corrida curta não ser contabilizado nas estatísticas de vitórias, Verstappen se sentiu muito satisfeito com o resultado. Já durante a classificação para a corrida principal, ele esteve muito próximo de fazer a pole, chegando a bater o tempo que Lando Norris, o pole provisório, tinha feito no setor 1. Contudo, uma batida de George Russell durante os minutos finais do Q3 o impediu de superar Norris, fazendo o neerlandês largar em segundo.
Durante a corrida, a dupla voltou a protagonizar diversos incidentes. O primeiro foi na largada, quando Verstappen fez uma arriscada ultrapassagem sobre o piloto da McLaren, mas ele não ficou com o primeiro lugar, pois o ferrarista Charles Leclerc se aproveitou do espaço deixado pelos adversários para tomar a ponta. Verstappen e Norris voltaram a batalhar na reta final da prova, quando o britânico da McLaren, que estava na quarta posição, reduziu seus tempos e se aproximou bastante do neerlandês, que ocupava o terceiro lugar. Após várias tentativas frustradas, Norris ultrapassou Verstappen na volta 52, contudo, sua manobra só foi possível porque ele excedeu bastante os limites de pista. Além disso, as regras determinavam que a posição deveria ser devolvida caso o piloto não estivesse à frente durante a entrada da curva, e dessa forma, Norris foi punido com o acréscimo de cinco segundos em seu tempo e perdeu o terceiro lugar para Verstappen, que garantiu mais um pódio e ampliou sua vantagem na liderança do campeonato.
No México, Verstappen mais uma vez se envolveu em incidentes com Norris. Na volta 11, ele empurrou o britânico da McLaren para fora da pista, no momento em que este tentava ultrapassá-lo. Depois, em mais um embate, o neerlandês bateu em Lando novamente, tirando ambos da pista. Max recebeu duas punições, que totalizaram 20 segundos e o rebaixaram para o sexto lugar, enquanto Norris ficou com a vitória. Posteriormente, o britânico classificou Verstappen como sendo "perigoso". Já Verstappen declarou não estar arrependido de seus atos e ainda ironizou, dizendo que na próxima ocasião, os comissários deveriam puni-lo com 30 segundos.
Mas no Grande Prêmio de São Paulo, Verstappen foi aclamado por sua atuação. Largando do décimo sétimo lugar por conta de uma punição sofrida pela sexta troca de motor na temporada, o neerlandês usou de estratégia para se manter com o mesmo jogo de pneus pelo máximo de tempo possível. Com a chuva intensa, vários pilotos do grid tiveram problemas para se manter na pista, mas Verstappen conseguiu escalar o pelotão. Quando Franco Colapinto, da Williams, bateu e provocou bandeira vermelha na 32ª volta, o piloto da Red Bull estava na segunda colocação, atrás apenas de Esteban Ocon, da Alpine. Assim, ele e os outros que ainda não haviam trocado pneus aproveitaram para fazer isso sem correr risco de perder suas posições. Quando houve a relargada, Verstappen conseguiu diminuir sua distância para Ocon, o ultrapassou, depois abriu quase 20 segundos de vantagem e venceu, fazendo também a volta mais rápida e sendo eleito o piloto do dia com 39% dos votos.
Com a vitória no Brasil, Verstappen encerrou o jejum que durava dez provas e totalizava mais de quatro meses. Ele também quebrou o recorde de Michael Schumacher de mais dias consecutivos na liderança do campeonato, superando os 896 dias que o alemão da Ferrari foi líder entre o GP dos EUA de 2000 e o GP da Austrália de 2003. E o piloto neerlandês, que vinha sendo ameaçado por Norris, voltou a ser o grande favorito ao título. Verstappen se tornou o quinto piloto da história da Fórmula 1 a vencer a partir do 17º lugar ou menos.
Na etapa seguinte, o Grande Prêmio de Las Vegas, Verstappen se sagrou campeão pela quarta vez ao terminar em quinto lugar, à frente de Lando Norris, que foi o sexto colocado. Mesmo com o britânico conquistando o ponto extra da volta mais rápida, Verstappen ficou com o título por ter alcançado 63 pontos de diferença contra Norris, quantidade maior do que a pontuação máxima disponível para as rodadas restantes, que era de 60 pontos.

#### 2025: Busca pelo pentacampeonato

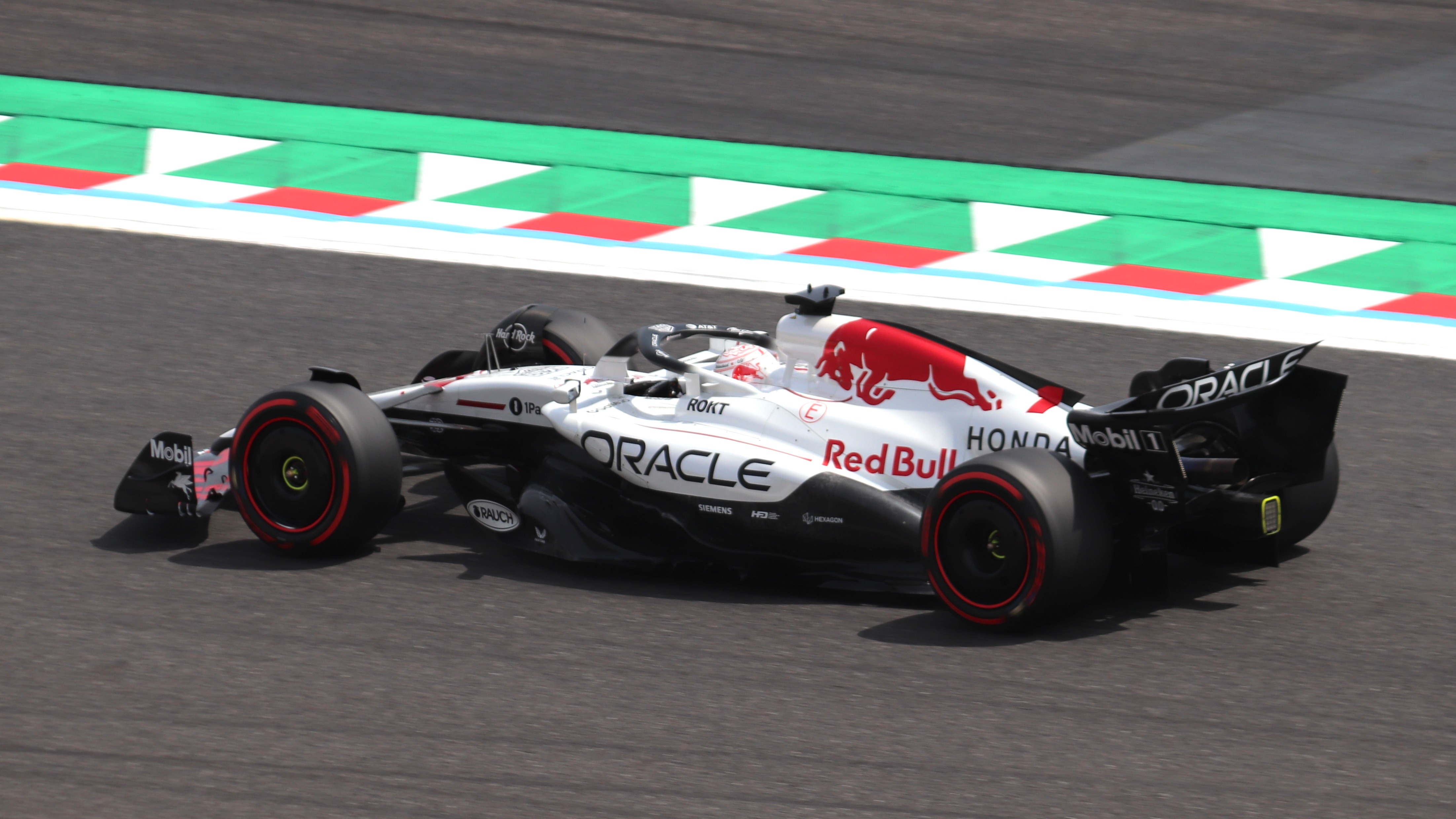
Verstappen durante os treinos livres do

Para 2025, Verstappen começou tendo um novo companheiro de equipe, o neozelandês Liam Lawson. É a primeira vez que Verstappen tem um companheiro mais novo do que ele na F1, e isso se manteve mesmo com a posterior substituição de Lawson por Yuki Tsunoda. No GP da Austrália, Verstappen largou do terceiro posto e terminou em segundo, se beneficiando de um erro de Oscar Piastri. Apesar de ter perdido sua sequência de provas na liderança do campeonato de pilotos, o neerlandês celebrou ter saído de Albert Park com 18 pontos, uma referência ao abandono da prova do ano anterior. Durante o GP do Japão, Verstappen fez a pole pela quarta edição seguida, quebrando o jejum que durava 16 provas, e ainda quebrou o recorde da pista, que antes pertencia a Sebastian Vettel. O neerlandês controlou a corrida desde a largada e venceu a prova pelo quarto ano consecutivo. Voltou a vencer no GP da Emília-Romanha, após ultrapassar Piastri na largada e se beneficiar de duas bandeiras amarelas.

## Verstappen.com Racing
Em 2022, Verstappen fundou a equipe Verstappen.com Racing, que se iniciou nas corridas virtuais, mas em 2025, se expandiu para a GT World Challenge Europe Endurance Cup, fazendo parceria com a Aston Martin. A equipe também faz parceria com a Emil Frey Racing na categoria Sprint. Em 9 de maio de 2025, foi divulgado que Verstappen participou de um teste pela Emil Frey na Nürburgring Endurance Series, usando o pseudônimo "Franz Hermann" e pilotando uma Ferrari 296 GT3 em Nordschleife. Além de ser o mais veloz, Verstappen bateu o recorde da pista.

## Vida pessoal
Max nasceu em Hasselt, Bélgica, em 1997. Até os 18 anos, ele não possuía a nacionalidade neerlandesa, mas apenas uma licença esportiva, e até então residia na cidade belga de Maaseik, na fronteira com os Países Baixos. Ele decidiu pilotar profissionalmente sob a bandeira holandesa porque "se sente mais neerlandês". Em 2015, ele explicou que: "Na verdade, eu só morava na Bélgica para dormir, mas durante o dia ia para os Países Baixos e tinha meus amigos lá também. Fui criado como neerlandês e é assim que me sinto".
Desde outubro de 2015, Verstappen reside em Monte Carlo, Mônaco, assim como vários pilotos da mesma categoria, como Valtteri Bottas, Daniel Ricciardo e o ex-campeão de 2016, Nico Rosberg.
Em 2021, oficializou seu relacionamento com a modelo brasileira Kelly Piquet, filha do tricampeão de Fórmula 1 Nelson Piquet. Ele se tornou padrasto de Penélope, filha de Kelly com o ex-piloto da Red Bull Daniil Kvyat. A menina, que Max apelidou de "P", costuma aparecer nas lives que o piloto grava em suas redes sociais, e os dois têm boa relação, com Max afirmando que é "tipo um pai bônus" de Penélope. Em dezembro de 2024, foi anunciada a gravidez de Kelly, com Verstappen se tornando pai pela primeira vez. E em maio de 2025, Verstappen anunciou o nascimento de sua primeira filha, chamada Lily.
Fora das pistas, Verstappen pratica bastante em simuladores, tendo um canal próprio no Twitch para fazer lives e participando de corridas de simulador com a Team Redline. Verstappen também é um aficionado por gatos, especialmente os da raça Bengal, tendo três chamados Jimmy, Sassy e Donatello. O piloto relatou conviver com felinos desde a infância, tendo crescido rodeado de gatos persas, e que seu desejo era "de ter 100" gatos.
Verstappen relatou torcer para dois clubes de futebol: o PSV de sua terra natal, e o Vasco no Brasil. O primeiro foi por influência de seu pai, também torcedor do PSV, que o levava para os jogos nos quais era convidado durante a infância do tetracampeão. Verstappen também afirmou se identificar bastante com o clube e com a cultura de Eindhoven. Sobre o Vasco, o piloto confessou em entrevistas ter sido influenciado pela família de sua parceira a torcer por esse clube, especialmente por seu sogro. O clube brasileiro chegou a mandar uma camisa personalizada de presente para o neerlandês, com o nome dele e o número 33 no verso.

## Recordes
Verstappen é detentor de diversos recordes como piloto na Fórmula 1:
| Recorde                                                                                    | Recorde                                                                                  | Conquistado em                | Ref.            |
| ------------------------------------------------------------------------------------------ | ---------------------------------------------------------------------------------------- | ----------------------------- | --------------- |
| Piloto mais jovem a correr                                                                 | 17 anos, 166 dias                                                                        | GP da Austrália de 2015       | [ 138 ]         |
| Piloto mais jovem a marcar pontos                                                          | 17 anos, 180 dias                                                                        | GP da Malásia de 2015         | [ 139 ]         |
| Piloto mais jovem a vencer uma prova                                                       | 18 anos, 228 dias                                                                        | GP da Espanha de 2016         | [ 140 ]         |
| Piloto mais jovem a conquistar um pódio                                                    | 18 anos, 228 dias                                                                        | GP da Espanha de 2016         | [ 141 ]         |
| Piloto mais jovem a fazer um Grand Chelem                                                  | 23 anos, 277 dias                                                                        | GP da Áustria de 2021         | [ 142 ] [ 143 ] |
| Mais pódios conquistados em uma temporada                                                  | 21                                                                                       | 2023                          | [ 144 ]         |
| Mais vitórias em uma temporada                                                             | 19                                                                                       | 2023                          | [ 145 ]         |
| Mais pontos em uma temporada                                                               | 575                                                                                      | 2023                          | [ 146 ]         |
| Maior número de vitórias consecutivas                                                      | 10                                                                                       | 2023                          | [ 147 ]         |
| Maior número de pontos de vantagem em relação ao segundo colocado no campeonato de pilotos | 290                                                                                      | 2023                          | [ 147 ]         |
| Maior porcentagem de vitórias                                                              | 86,36%                                                                                   | 2023                          | [ 147 ]         |
| Mais voltas liderada em uma única temporada                                                | 1.003                                                                                    | 2023                          | [ 147 ]         |
| Maior número de vitórias consecutivas em corridas a partir da pole position                | 16                                                                                       | 2023                          | [ 147 ]         |
| Número máximo de corridas consecutivas como líder do campeonato                            | 63, sequência iniciada no GP da Espanha de 2022 e terminada no GP da Austrália de 2025   | 2023                          | [ 147 ] [ 148 ] |
| Maior número de vitórias em sprint                                                         | 11                                                                                       | GP dos Estados Unidos de 2024 | [ 147 ]         |
| Maior número de dias consecutivos na liderança do campeonato                               | 1029, sequência iniciada no GP da Espanha de 2022 e terminada no GP da Austrália de 2025 | GP de São Paulo de 2024       | [ 115 ] [ 149 ] |

## Registros na carreira

### Resumo
| Temporada | Categoria              | Equipe                       | Corridas | Vitórias | Poles | V.M.R. | Pódios | Pontos | Class. |
| --------- | ---------------------- | ---------------------------- | -------- | -------- | ----- | ------ | ------ | ------ | ------ |
| 2014      | Florida Winter Series  | —                            | 12       | 2        | 3     | 3      | 5      | —      | —      |
| 2014      | Fórmula 3 Europeia     | Van Amersfoort Racing        | 33       | 10       | 7     | 7      | 16     | 411    | 3.º    |
| 2014      | Grande Prémio de Macau | Van Amersfoort Racing        | 1        | 0        | 0     | 1      | 0      | —      | 7.º    |
| 2014      | Masters de Fórmula 3   | Motopark                     | 1        | 1        | 1     | 0      | 1      | —      | 1.º    |
| 2015      | Fórmula 1              | Scuderia Toro Rosso          | 19       | 0        | 0     | 0      | 0      | 49     | 12.º   |
| 2016      | Fórmula 1              | Scuderia Toro Rosso          | 4        | 0        | 0     | 0      | 0      | 204    | 5.º    |
| 2016      | Fórmula 1              | Red Bull Racing              | 17       | 1        | 0     | 1      | 7      | 204    | 5.º    |
| 2017      | Fórmula 1              | Red Bull Racing              | 20       | 2        | 0     | 1      | 4      | 168    | 6.º    |
| 2018      | Fórmula 1              | Aston Martin Red Bull Racing | 21       | 2        | 0     | 2      | 11     | 249    | 4.º    |
| 2019      | Fórmula 1              | Aston Martin Red Bull Racing | 21       | 3        | 2     | 3      | 9      | 278    | 3.º    |
| 2020      | Fórmula 1              | Aston Martin Red Bull Racing | 17       | 2        | 1     | 3      | 11     | 214    | 3.º    |
| 2021      | Fórmula 1              | Red Bull Racing Honda        | 22       | 10       | 10    | 6      | 18     | 395.5  | 1.º    |
| 2022      | Fórmula 1              | Oracle Red Bull Racing       | 22       | 15       | 7     | 5      | 17     | 454    | 1.º    |
| 2023      | Fórmula 1              | Oracle Red Bull Racing       | 22       | 19       | 11    | 10     | 21     | 575    | 1.º    |
| 2024      | Fórmula 1              | Oracle Red Bull Racing       | 24       | 9        | 8     | 3      | 14     | 437    | 1.º    |
| 2025      | Fórmula 1              | Oracle Red Bull Racing       | 12       | 2        | 4     | 0      | 5      | 165*   | 3.º*   |
| Fonte:    |                        |                              |          |          |       |        |        |        |        |

### Resultados na Fórmula 1
Legenda: (Corridas em negrito indicam pole position); (Corridas em itálico indicam volta mais rápida)
| Temporada | Equipe                       | Chassis               | Motor                           | 1       | 2       | 3       | 4       | 5       | 6       | 7       | 8       | 9       | 10       | 11      | 12      | 13      | 14       | 15     | 16      | 17      | 18      | 19     | 20    | 21     | 22    | 23     | 24    | Class. | Pontos |
| --------- | ---------------------------- | --------------------- | ------------------------------- | ------- | ------- | ------- | ------- | ------- | ------- | ------- | ------- | ------- | -------- | ------- | ------- | ------- | -------- | ------ | ------- | ------- | ------- | ------ | ----- | ------ | ----- | ------ | ----- | ------ | ------ |
| 2015      | Scuderia Toro Rosso          | Toro Rosso STR10      | Renault Energy F1-2015 1.6 V6 t | AUS Ret | MAL 7   | CHN 17  | BAR Ret | ESP 11  | MON Ret | CAN 15  | AUT 8   | GBR Ret | HUN 4    | BEL 8   | ITA 12  | SIN 8   | JAP 9    | RUS 10 | EUA 4   | MEX 9   | BRA 9   | ABU 16 |       |        |       |        |       | 12.º   | 49     |
| 2016      | Scuderia Toro Rosso          | Toro Rosso STR11      | Ferrari 060 1.6 V6 t            | AUS 10  | BAR 6   | CHN 8   | RUS Ret |         |         |         |         |         |          |         |         |         |          |        |         |         |         |        |       |        |       |        |       | 5.º    | 204    |
| 2016      | Red Bull Racing              | Red Bull RB12         | TAG Heuer 1.6 V6 t              |         |         |         |         | ESP 1   | MON Ret | CAN 4   | EUR 8   | AUT 2   | GBR 2    | HUN 5   | ALE 3   | BEL 11  | ITA 7    | SIN 6  | MAL 2   | JAP 2   | EUA Ret | MEX 4  | BRA 3 | ABU 5  |       |        |       | 5.º    | 204    |
| 2017      | Red Bull Racing              | Red Bull RB13         | TAG Heuer 1.6 V6 t              | AUS 5   | CHN 3   | BAR Ret | RUS 5   | ESP Ret | MON 5   | CAN Ret | AZE Ret | AUT Ret | GBR 4    | HUN 5   | BEL Ret | ITA 10  | SIN Ret  | MAL 1  | JAP 2   | EUA 4   | MEX 1   | BRA 5  | ABU 5 |        |       |        |       | 6.º    | 168    |
| 2018      | Aston Martin Red Bull Racing | Red Bull RB14         | TAG Heuer 1.6 V6 t              | AUS 6   | BAR Ret | CHN 5   | AZE Ret | ESP 3   | MON 9   | CAN 3   | FRA 2   | AUT 1   | GBR 15   | ALE 4   | HUN Ret | BEL 3   | ITA 5    | SIN 2  | RUS 5   | JAP 3   | EUA 2   | MEX 1  | BRA 2 | ABU 3  |       |        |       | 4.º    | 249    |
| 2019      | Aston Martin Red Bull Racing | Red Bull Racing RB15  | Honda RA619H 1.6 V6 t           | AUS 3   | BAR 4   | CHN 4   | AZE 4   | ESP 3   | MON 4   | CAN 5   | FRA 4   | AUT 1   | GBR 5    | ALE 1   | HUN 2   | BEL Ret | ITA 8    | SIN 3  | RUS 4   | JAP Ret | MEX 6   | EUA 3  | BRA 1 | ABU 2  |       |        |       | 3.º    | 278    |
| 2020      | Aston Martin Red Bull Racing | Red Bull Racing RB16  | Honda RA620H 1.6 V6 t           | AUT Ret | EST 3   | HUN 2   | GBR 2   | 70 1    | ESP 2   | BEL 3   | ITA Ret | TOS Ret | RUS 2    | EIF 2   | POR 3   | EMI Ret | TUR 6    | BAR 2  | SKR Ret | ABU 1   |         |        |       |        |       |        |       | 3.º    | 214    |
| 2021      | Red Bull Racing Honda        | Red Bull Racing RB16B | Honda RA621H 1.6 V6 t           | BAR 2   | EMI 1   | POR 2   | ESP 2   | MON 1   | AZE 18† | FRA 1   | EST 1   | AUT 1   | GBR Ret¹ | HUN 9   | BEL 1   | PBS 1   | ITA Ret² | RUS 2  | TUR 2   | EUA 1   | CMX 1   | SAO 2² | CAT 2 | ARA 2  | ABU 1 |        |       | 1.º    | 395,5  |
| 2022      | Oracle Red Bull Racing       | Red Bull Racing RB18  | Red Bull RBPTH001 1.6 V6 t      | BAR 19† | ARA 1   | AUS Ret | EMI 1   | MIA 1   | ESP 1   | MON 3   | AZE 1   | CAN 1   | GBR 7    | AUT 21  | FRA 1   | HUN 1   | BEL 1    | PBS 1  | ITA 1   | SIN 7   | JAP 1   | EUA 1  | CMX 1 | SAO 64 | ABU 1 |        |       | 1.º    | 454    |
| 2023      | Oracle Red Bull Racing       | Red Bull Racing RB19  | Honda RBPT H001 1.6 V6 t V6 t   | BHR 1   | SAU 2   | AUS 1   | AZE 23  | MIA 1   | MON 1   | ESP 1   | CAN 1   | AUT 1   | GBR 1    | HUN 1   | BEL 1   | NED 1   | ITA 1    | SIN 5  | JPN 1   | QAT 12  | USA 1   | MXC 1  | SAP 1 | LAS 1  | ABU 1 |        |       | 1º     | 575    |
| 2024      | Oracle Red Bull Racing       | Red Bull Racing RB20  | Honda RBPT H001 1.6 V6 t V6 t   | BHR 1   | SAU 1   | AUS Ret | JPN 1   | CHN 1   | MIA 21  | EMI 1   | MON 6   | CAN 1   | ESP 1    | AUT 51  | GBR 2   | HUN 5   | BEL 4    | NED 2  | ITA 6   | AZE 5   | SIN 2   | USA 31 | MXC 6 | SAP 14 | LAS 5 | QAT 18 | ABU 6 | 1º     | 437    |
| 2025*     | Oracle Red Bull Racing       | Red Bull Racing RB21  | Honda RBPT                      | AUS 2   | CHN 43  | JPN 1   | BHR 6   | SAU 2   | MIA 4   | EMI 1   | MON 4   | ESP 10  | CAN 2    | AUT Ret | GBR 5   |         | HUN 9    | NED    | ITA     | AZE     | SIN     | USA    | MXC   | SAP    | LAS   | QAT    | ABU   | 3º*    | 187    |

Notas
* Temporada ainda em andamento.
† – O piloto não terminou a prova, mas foi classificado por ter completado 90% da corrida.